# Madaripur Sadar
Madaripur Sadar è un sottodistretto (upazila) del Bangladesh situato nel distretto di Madaripur, divisione di Dacca. Si estende su una superficie di 313,81 km² e conta una popolazione di 345.764 . abitanti (dato censimento 1991).